# Critics’ Choice Television Awards 2020

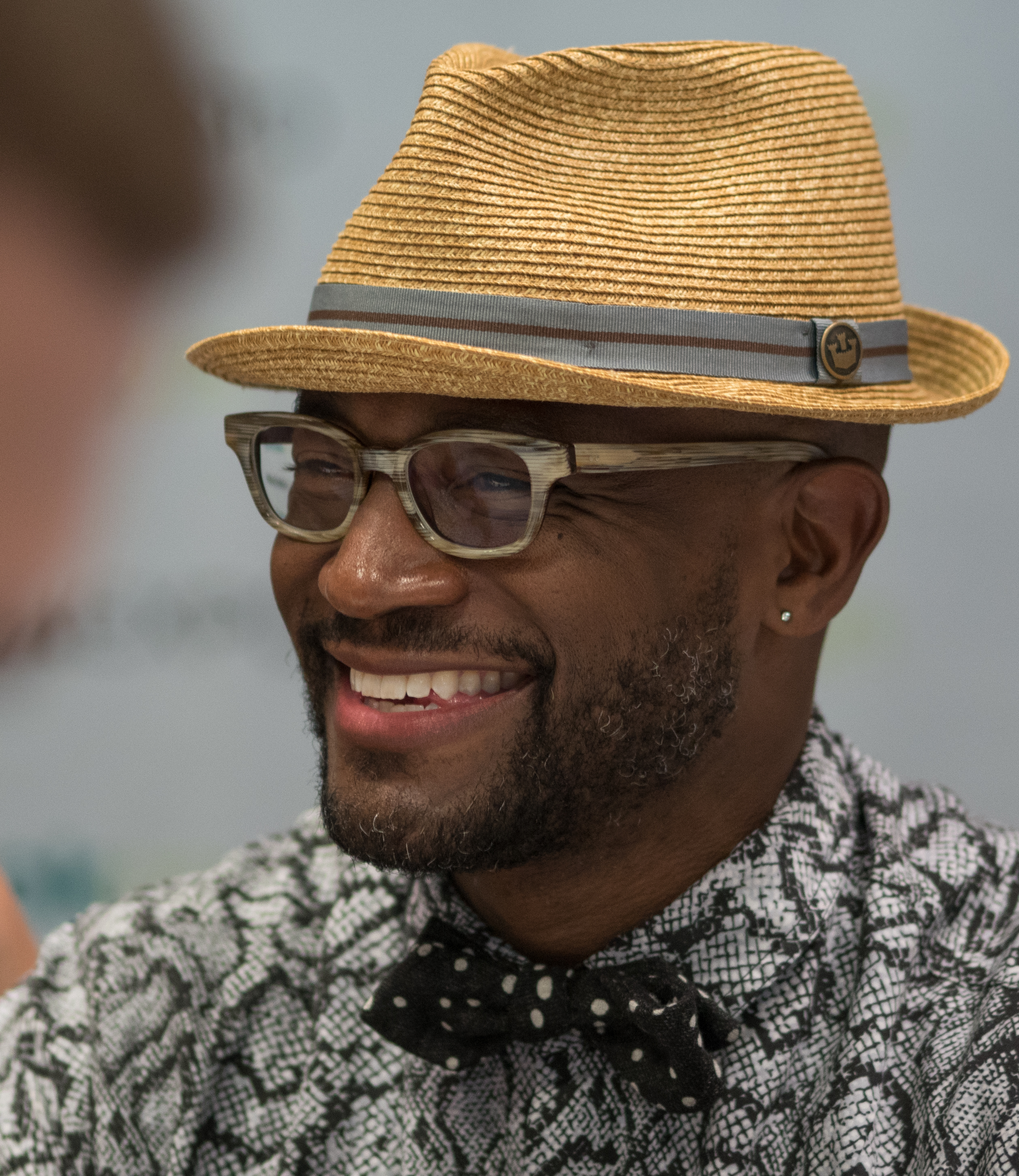
Taye Diggs, Moderator der Verleihung

Die 10. Verleihung der US-amerikanischen Critics’ Choice Television Awards, die jährlich von der Broadcast Television Journalists Association (BTJA) vergeben werden, fand am 12. Januar 2020 im Barker Hangar auf dem Santa Monica Municipal Airport im kalifornischen Santa Monica statt. Die Verleihung wurde live vom US-Sender The CW ausgestrahlt und wurde, wie bereits im Vorjahr, von Taye Diggs moderiert.
Die Nominierungen wurden am 8. Dezember 2019 bekanntgegeben.

## Übersicht
Am häufigsten nominiert wurde die Miniserie When They See Us mit insgesamt 6 Nennungen, von denen diese 2 Preise erhielt. Sowohl Schitt’s Creek als auch This Is Us erhielten zwar jeweils 5 Nominierungen, gingen bei der Verleihung aber leer aus. Gewinner des Abends war die als beste Comedyserie ausgezeichnete Serie Fleabag, der 3 Preise auf 4 Nominierungen verliehen wurden.
| Serie/Film                | N | A |
| ------------------------- | - | - |
| When They See Us          | 6 | 2 |
| Schitt’s Creek            | 5 | 0 |
| This Is Us                | 5 | 0 |
| Barry                     | 4 | 1 |
| Chernobyl                 | 4 | 1 |
| The Crown                 | 4 | 0 |
| Fleabag                   | 4 | 3 |
| Fosse/Verdon              | 4 | 1 |
| Game of Thrones           | 4 | 0 |
| The Good Fight            | 4 | 0 |
| Unbelievable              | 4 | 1 |
| Watchmen                  | 4 | 2 |
| Big Little Lies           | 3 | 0 |
| Catch-22                  | 3 | 0 |
| The Good Place            | 3 | 0 |
| The Marvelous Mrs. Maisel | 3 | 1 |
| Patsy & Loretta           | 3 | 0 |
| Pose                      | 3 | 0 |
| Succession                | 3 | 2 |
| Years and Years           | 3 | 0 |

## Gewinner und Nominierte
(fett: Gewinner / eingerückt: weitere Nominierte)

### Sparte Comedy

#### Beste Comedyserie
Fleabag
Barry
The Marvelous Mrs. Maisel
Mom
One Day At A Time
PEN15
Schitt’s Creek

#### Bester Hauptdarsteller in einer Comedyserie
Bill Hader – Barry
Ted Danson – The Good Place
Walton Goggins – The Unicorn
Eugene Levy – Schitt’s Creek
Paul Rudd – Living With Yourself
Bashir Salahuddin – Sherman’s Showcase
Ramy Youssef – Ramy

#### Beste Hauptdarstellerin in einer Comedyserie
Phoebe Waller-Bridge – Fleabag
Christina Applegate – Dead to Me
Alison Brie – GLOW
Rachel Brosnahan – The Marvelous Mrs. Maisel
Kirsten Dunst – On Becoming a God in Central Florida
Allison Janney – Mom
Julia Louis-Dreyfus – Veep
Catherine O’Hara – Schitt’s Creek

#### Bester Nebendarsteller in einer Comedyserie
Andrew Scott – Fleabag
Andre Braugher – Brooklyn Nine-Nine
Anthony Carrigan – Barry
William Jackson Harper – The Good Place
Daniel Levy – Schitt’s Creek
Nico Santos – Superstore
Henry Winkler – Barry

#### Beste Nebendarstellerin in einer Comedyserie
Alex Borstein – The Marvelous Mrs. Maisel
D’Arcy Carden – The Good Place
Sian Clifford – Fleabag
Betty Gilpin – GLOW
Rita Moreno – One Day At A Time
Annie Murphy – Schitt’s Creek
Molly Shannon – The Other Two

### Sparte Drama

#### Beste Dramaserie
Succession
The Crown
David Makes Man
Game of Thrones
The Good Fight
Pose
This Is Us
Watchmen

#### Bester Hauptdarsteller in einer Dramaserie
Jeremy Strong – Succession
Sterling K. Brown – This Is Us
Mike Colter  – Evil
Paul Giamatti – Billions
Kit Harington – Game of Thrones
Freddie Highmore – The Good Doctor
Tobias Menzies – The Crown
Billy Porter – Pose

#### Beste Hauptdarstellerin in einer Dramaserie
Regina King – Watchmen
Christine Baranski – The Good Fight
Olivia Colman – The Crown
Jodie Comer – Killing Eve
Nicole Kidman – Big Little Lies
MJ Rodriguez – Pose
Sarah Snook – Succession
Zendaya – Euphoria

#### Bester Nebendarsteller in einer Dramaserie
Billy Crudup – The Morning Show
Asante Blackk – This Is Us
Asia Kate Dillon – Billions
Peter Dinklage – Game of Thrones
Justin Hartley – This Is Us
Delroy Lindo – The Good Fight
Tim Blake Nelson – Watchmen

#### Beste Nebendarstellerin in einer Dramaserie
Jean Smart – Watchmen
Helena Bonham Carter – The Crown
Gwendoline Christie – Game of Thrones
Laura Dern – Big Little Lies
Audra McDonald – The Good Fight
Meryl Streep – Big Little Lies
Susan Kelechi Watson – This Is Us

### Sparte Fernsehfilm bzw. Miniserie

#### Beste Miniserie
When They See Us
Catch-22
Chernobyl
Fosse/Verdon
The Loudest Voice
Unbelievable
Years and Years

#### Bester Fernsehfilm
El Camino: Ein „Breaking Bad“-Film
Brexit
Deadwood
Guava Island
Native Son
Patsy & Loretta

#### Bester Hauptdarsteller in einem Fernsehfilm oder einer Miniserie
Jharrel Jerome – When They See Us
Christopher Abbott – Catch-22
Mahershala Ali – True Detective
Russell Crowe – The Loudest Voice
Jared Harris – Chernobyl
Sam Rockwell – Fosse/Verdon
Noah Wyle – The Red Line

#### Beste Hauptdarstellerin in einem Fernsehfilm oder einer Miniserie
Michelle Williams – Fosse/Verdon
Kaitlyn Dever – Unbelievable
Anne Hathaway – Modern Love
Megan Hilty – Patsy & Loretta
Joey King – The Act
Jessie Mueller – Patsy & Loretta
Merritt Wever – Unbelievable

#### Bester Nebendarsteller in einem Fernsehfilm oder einer Miniserie
Stellan Skarsgård – Chernobyl
Asante Blackk – When They See Us
George Clooney – Catch-22
John Leguizamo – When They See Us
Dev Patel – Modern Love
Jesse Plemons – El Camino: Ein „Breaking Bad“-Film
Russell Tovey – Years and Years

#### Beste Nebendarstellerin in einem Fernsehfilm oder einer Miniserie
Toni Collette – Unbelievable
Patricia Arquette – The Act
Marsha Stephanie Blake – When They See Us
Niecy Nash – When They See Us
Margaret Qualley – Fosse/Verdon
Emma Thompson – Years and Years
Emily Watson – Chernobyl

### Weitere Kategorien

#### Beste Zeichentrickserie
BoJack Horseman
Big Mouth
Der dunkle Kristall: Ära des Widerstands (The Dark Crystal: Age of Resistance)
She-Ra und die Rebellen-Prinzessinnen
Die Simpsons
Undone

#### Beste Talkshow
The Late Late Show with James Corden (geteilt)
Late Night with Seth Meyers (geteilt)
Desus & Mero
Full Frontal With Samantha Bee
The Kelly Clarkson Show
Last Week Tonight with John Oliver